# Karl W. Kamper
Karl Walter Kamper (20 avril 1941 - 2 février 1998) est un astronome américain crédité de la découverte de trois astéroïdes.
| (2104) Toronto     | 15 août 1963      |
| (5571) Lesliegreen | 1er juin 1978     |
| (30719) Isserstedt | 13 septembre 1963 |